# Tököl
Tököl je mesto na Madžarskem, ki upravno spada v podregijo Ráckevei Županije Pešta.
Tu se nahaja tudi Letališče Tököl.